# Alegeri legislative în Bulgaria, noiembrie 2021
Alegerile Generale au avut loc pe 14 noiembrie 2021 pentru a alege atât președintele cât și membrii Adunării Naționale. Va fi al treilea scrutin legislativ din 2021, din cauza incapacității partidelor de a forma un guvern după alegerile din aprilie și iulie. Al doilea tur al alegerilor prezidențiale va avea loc pe 21 noiembrie dacă niciun candidat nu primește majoritatea voturilor în primul tur. Actualul președinte Rumen Radev este eligibil și candidează pentru un nou mandat.

## Fundal
Rezultatele alegerilor anticipate din iulie 2021 au fost o victorie la limită a tânărului partid Există un Astfel de Popor (ITN), partid ce a încheiat dominația partidului GERB. Cu toate acestea, ITN a câștigat doar 65 din 240 de locuri în Adunarea Națională. În urma alegerilor, ITN a optat pentru încercarea de a forma un guvern minoritar și a început discuții cu potențiali parteneri (DB, IBG-NI și BSP) pentru a-și asigura sprijinul. Cu toate acestea, aceste încercări s-au dovedit nereușite și, ca rezultat, ITN a anunțat la 10 august că își retrag cabinetul propus, ceea ce face ca o a treia rundă de alegeri să fie mai posibilă. Liderul ITN, Slavi Trifonov, a declarat într-o declarație video „Acest lucru înseamnă noi alegeri". Mandatul de a forma un cabinet va merge acum la GERB. GERB, partidul fostului prim-ministru, Boiko Borisov, a declarat anterior că nu v-a încearca să formeze un guvern. BSP a spus că, dacă scenariul se repetă, va sugera că actualul cabinet interimar să devină permanent. IBG-NI și-a exprimat, de asemenea, încrederea că poate veni cu o soluție dacă i se acordă mandatul de a forma un guvern. Trifonov a anunțat ulterior că nu v-a sprijini niciun alt partid care să propună un cabinet. Parlamentul a anunțat la 2 septembrie că Bulgaria v-a organiza primul tur al alegerilor prezidențiale din 14 noiembrie, cu alegeri parlamentare anticipate care vor avea loc în aceeași lună. La 6 septembrie, BSP a predat ultimul mandat de formare a unui guvern, ceea ce înseamnă că parlamentul va fi dizolvat și pentru a treia oară vor avea loc alegeri parlamentare în 2021. Președintele Radev a declarat la 11 septembrie că vor avea loc alegeri „2-în-1” pe 14 noiembrie pentru prima dată în istoria Bulgariei, unde alegătorii vor putea vota președintele și parlamentul. Această decizie a fost luată „pentru a economisi costurile trezoreriei și timpul alegătorilor”.

## Sistem electoral
Cei 240 de membri ai Adunării Naționale sunt aleși prin reprezentare proporțională a listei închise din 31 de circumscripții cu mai mulți membri, cu dimensiuni cuprinse între 4 și 16 locuri. Pragul electoral este de 4% pentru partide, cu locuri alocate conform metodei Hamilton.
Președintele Bulgariei este ales folosind sistemul cu două tururi, alegătorilor li se acordă, de asemenea, opțiunea de a vota împotriva tuturor candidaților.

## Partide și coaliții
| Partid | Partid                         | Poziție                           | Ideologie principală                 | Lider                            | Locuri actuale   |
| ------ | ------------------------------ | --------------------------------- | ------------------------------------ | -------------------------------- | ---------------- |
|        | ITN                            | Big Tent                          | Populism, Anticorupție               | Slavi Trifonov                   | 65               |
|        | GERB–SDS                       | Centru-dreapta spre dreapta       | Conservatorism                       | Boiko Borisov                    | 63               |
|        | BSPzB                          | Centru-stânga spre extrema stângă | Socialism democratic                 | Kornelia Ninova                  | 36               |
|        | DB                             | Centru spre centru-dreapta        | Conservatorism liberal, Anticorupție | Hristo Ivanov                    | 34               |
|        | DPS                            | Centru                            | Liberalism                           | Mustafa Karadayi                 | 29               |
|        | IBG-NI                         | Big Tent                          | Social democrație, Anticorupție      | Maia Manolova                    | 13               |
|        | PP                             | Centru spre Centru-dreapta        | Anticorupție                         | Kiril Petkov Asen Vasilev        | Extraparlamentar |
|        | VMRO                           | Dreapta spre extrema dreaptă      | Conservatorism național              | Krasimir Karakachanov            | Extraparlamentar |
|        | Coaliția Patriotică            | Dreapta spre extrema dreaptă      | Conservatorism național              | Veselin Mareshki Valeri Simeonov | Extraparlamentar |
|        | Renașterea                     | Dreapta                           | Populism de dreapta                  | Kostadin Kostadinov              | Extraparlamentar |
|        | Vara Bulgară                   | Centru                            | Democrație directă                   | Boril Sokolov                    | Extraparlamentar |
|        | Linia Progresistă Bulgară      | Stânga                            | Socialism democratic                 | Krassimir Yankov                 | Extraparlamentar |
|        | Renașterea pentru Patrie       | Stânga                            | Naționalism de stânga                | Nikolay Malinov                  | Extraparlamentar |
|        | Atac                           | Extrema dreaptă                   | Naționalism bulgar                   | Volen Siderov                    | Extraparlamentar |
|        | Uniunea Națională Bulgară - ND | Extrema dreaptă                   | Ultranaționalism                     | Boris Ivanov Bogdan Yotsov       | Extraparlamentar |

### Partidele admise la alegeri
Când doar unii dintre liderii unei coaliții sunt reprezentanți oficiali ai acesteia, numele lor sunt îngroșate. Toate liniile cu un fundal gri deschis indică sprijinul pentru un partid sau coaliție care a fost convenit în afara înregistrării electorale oficiale ale CEC.
| Nume | Nume                       | Nume       | Nume                                                    | Nume                                                                                 | №  | Ideologie principală                                           | Lider(i)                   | Rezultatele din iulie 2021 | Rezultatele din iulie 2021 |
| Nume | Nume                       | Nume       | Nume                                                    | Nume                                                                                 | №  | Ideologie principală                                           | Lider(i)                   | Voturi (%)                 | Locuri                     |
| ---- | -------------------------- | ---------- | ------------------------------------------------------- | ------------------------------------------------------------------------------------ | -- | -------------------------------------------------------------- | -------------------------- | -------------------------- | -------------------------- |
|      | RVO                        |            | VО                                                      | Renașterea pentru Patrie                                                             | 2  | Naționalism de stânga                                          | Nikolay Malinov            | 0.37% (LSChSR)             | 0 / 240                    |
|      | RVO                        | NS         | Noua Forță                                              | Naționalism bulgar                                                                   | 2  | Atanas Sirakov                                                 |                            | 0.37% (LSChSR)             | 0 / 240                    |
|      | RVO                        | NDLO       | Mișcarea Națională pentru Unificarea Stângii            | Socialism                                                                            | 2  | Boyan Durankev Marian Dimitrov Timur Glozhenski                |                            | 0.37% (LSChSR)             | 0 / 240                    |
|      | RVO                        | LA         | Alternativa Stângă                                      | Socialism                                                                            | 2  | Ivan Atanasov                                                  |                            | 0.37% (LSChSR)             | 0 / 240                    |
|      | Frontul Patriotic          |            | NFSB                                                    | Frontul Național pentru Salvarea Bulgariei                                           | 4  | Naționalism bulgar                                             | Valeri Simeonov            | 3.10% (BP)                 | 0 / 240                    |
|      | Frontul Patriotic          | BDSR       | Uniunea Democrată Bulgară "Radicalii"                   | Liberalism                                                                           | 4  | Tsvetan Manchev                                                |                            | 3.10% (BP)                 | 0 / 240                    |
|      | Frontul Patriotic          | BNDS       | Întreaga Bulgarie                                       | Agrarianism                                                                          | 4  | Georgi Valchev                                                 |                            | 3.10% (BP)                 | 0 / 240                    |
|      | Renașterea                 | Renașterea | Renașterea                                              | Renașterea                                                                           | 5  | Bulgarian nationalism                                          | Kostadin Kostadinov        | 2.97%                      | 0 / 240                    |
|      | NOD                        |            | KOD                                                     | Uniunea Conservatoare pentru Drepturi                                                | 7  | Conservatorism                                                 | Petar Moskov               | 0.28%                      | 0 / 240                    |
|      | NOD                        | BZNS       | Uniunea Națională Bulgară Agrară                        | Agrarianism                                                                          | 7  | Nikolay Nenchev                                                |                            | 0.28%                      | 0 / 240                    |
|      | NOD                        | BDF        | Bulgarian Democratic Forum                              | Conservatorism                                                                       | 7  | Zhaklin Toleva                                                 |                            | 0.28%                      | 0 / 240                    |
|      | NOD                        | RzB        | Republicanii pentru Bulgaria                            | Conservatorism                                                                       | 7  | Tsvetan Tsvetanov                                              | 0.31%                      |                            | 0 / 240                    |
|      | BSDD                       | BSDD       | BSDD                                                    | Uniunea Bulgară pentru Democrație Directă                                            | 8  | Democrație directă                                             | Georgi Nedelchev           | –                          | 0 / 240                    |
|      | BSDE                       | BSDE       | BSDE                                                    | PSDB – EuroStânga                                                                    | 10 | Social democrație                                              | Aleksandar Tomov           | –                          | 0 / 240                    |
|      | Ataka                      | Ataka      | Ataka                                                   | Atac                                                                                 | 11 | Ultranaționalism                                               | Volen Siderov              | 0,45%                      | 0 / 240                    |
|      | ONB                        | ONB        | ONB                                                     | Societatea pentru o Nouă Bulgarie                                                    | 13 | Naționalism bulgar                                             | Kalin Krulev               | –                          | 0 / 240                    |
|      | GN                         | GN         | GN                                                      | Vocea Poporului                                                                      | 14 | Populism                                                       | Svetoslav Vitkov           | 0,17%                      | 0 / 240                    |
|      | DPS                        | DPS        | DPS                                                     | Mișcarea pentru Drepturi și Libertăți                                                | 17 | Interesele minorității turce                                   | Mustafa Karadayi           | 10,57%                     | 29 / 240                   |
|      | Pravoto                    | Pravoto    | Pravoto                                                 | Drepturi, Reforme, Alternativă, Oportunități, Responsabilitate, Toleranță și Unitate | 20 | Populism                                                       | Maria Koleva               | –                          | 0 / 240                    |
|      | VMRO–BND                   | VMRO–BND   | VMRO–BND                                                | IMRO – Mișcarea Națională Bulgară                                                    | 21 | Conservatorism național                                        | Krasimir Karakachanov      | 3.10% (BP)                 | 0 / 240                    |
|      | BNO                        | BNO        | BNO                                                     | Unificarea Națională Bulgară                                                         | 22 | Naționalism bulgar                                             | Georgi Georgiev-Goti       | –                          | 0 / 240                    |
|      | Volya                      | Volya      | Volya                                                   | Mișcarea Volia                                                                       | 23 | Populism de dreapta                                            | Veselin Mareshki           | 3.10% (BP)                 | 0 / 240                    |
|      | ITN                        | ITN        | ITN                                                     | Există un Astfel de Popor                                                            | 24 | Populism                                                       | Slavi Trifonov             | 23,78%                     | 65 / 240                   |
|      | Continuăm Schimbarea       |            | PP                                                      | Continuăm Schimbarea                                                                 | 25 | Anti-corruption                                                | Kiril Petkov               | New                        | 0 / 240                    |
|      | Continuăm Schimbarea       | Volt       | Volt Bulgaria                                           | Federalism european                                                                  | 25 | Nastimir Ananiev                                               | –                          |                            | 0 / 240                    |
|      | Continuăm Schimbarea       | SEC        | Clasa de Mijloc Europeană                               | Pro-Europenism                                                                       | 25 | Georgi Manev                                                   |                            |                            | 0 / 240                    |
|      | Continuăm Schimbarea       | PDS        | Mișcarea Politică "Social Democrații"                   | Social democrație                                                                    | 25 | Elena Noneva                                                   |                            |                            | 0 / 240                    |
|      | MIR                        | MIR        | MIR                                                     | Moralitate, Inițiativă și Patriotism                                                 | 26 | Conservatorism                                                 | Simeon Slavchev            | 0,12%                      | 0 / 240                    |
|      | BOG                        | BOG        | BOG                                                     | Prosperitate-Unificare-Construcție                                                   | 27 | Patriotism                                                     | Ivan Gaberov               | –                          | 0 / 240                    |
|      | BNS–ND                     | BNS–ND     | BNS–ND                                                  | Uniunea Națională Bulgară – Noua Democrație                                          | 28 | Antiimigrație                                                  | Boris Ivanov Bogdan Yotsov | 0,17%                      | 0 / 240                    |
|      | PD                         | PD         | PD                                                      | Democrație directă                                                                   | 29 | Democrație directă                                             | Petar Klisarov             | 0,11%                      | 0 / 240                    |
|      | Bulgaria Democratică       |            | DB                                                      | Da, Bulgaria!                                                                        | 30 | Liberalism                                                     | Hristo Ivanov              | 9,31%                      | 27 / 240                   |
|      | Bulgaria Democratică       | DSB        | Democrații pentru o Bulgarie Puternică                  | Conservatorism                                                                       | 30 | Atanas Atanasov                                                |                            | 9,31%                      | 27 / 240                   |
|      | Bulgaria Democratică       | ZD         | Mișcarea Verde                                          | Politică verde                                                                       | 30 | Borislav Sandov Vladislav Panev                                |                            | 9,31%                      | 27 / 240                   |
|      | Bulgaria Democratică       | DEN        | Demnitatea Poporului Unit                               | Liberalism                                                                           | 30 | Naiden Zelenogorski                                            |                            | 9,31%                      | 27 / 240                   |
|      | Ridică-te Bulgarie! Venim! |            | D21                                                     | Mișcarea 21                                                                          | 31 | Social democrație                                              | Tatyana Doncheva           | 4,95%                      | 13 / 240                   |
|      | Ridică-te Bulgarie! Venim! | DBG        | Mișcarea Bulgaria pentru Cetățeni                       | Conservatorism liberal                                                               | 31 | Dimitar Delchev                                                |                            | 4,95%                      | 13 / 240                   |
|      | Ridică-te Bulgarie! Venim! | ENP        | Partidul Popular Unit                                   | Liberalism                                                                           | 31 | Valentina Vasileva-Filadelfevs                                 |                            | 4,95%                      | 13 / 240                   |
|      | Ridică-te Bulgarie! Venim! | ZNS        | Uniunea Populară Agrară                                 | Agrarianism                                                                          | 31 | Rumen Yonchev                                                  |                            | 4,95%                      | 13 / 240                   |
|      | Ridică-te Bulgarie! Venim! | IS.BG      | Ridică-te Bulgarie                                      | Anticorupție                                                                         | 31 | Maia Manolova                                                  |                            | 4,95%                      | 13 / 240                   |
|      | Ridică-te Bulgarie! Venim! | OT         | Un Trio Toxic și Cetățenii                              | Democrație directă                                                                   | 31 | Nikolay Hadjigenov                                             |                            | 4,95%                      | 13 / 240                   |
|      | GERB – SDS                 |            | GERB                                                    | GERB                                                                                 | 32 | Conservatorism                                                 | Boiko Borisov              | 23,21%                     | 63 / 240                   |
|      | GERB – SDS                 | SDS        | Uniunea Forțelor Democrate                              | Conservatorism                                                                       | 32 | Rumen Hristov                                                  |                            | 23,21%                     | 63 / 240                   |
|      | GERB – SDS                 | DG         | Mișcarea Zilei lui George                               | Conservatorism                                                                       | 32 | Dragomir Stefanov                                              |                            | 23,21%                     | 63 / 240                   |
|      | BSP pentru Bulgaria        |            | BSP                                                     | Partidul Socialist Bulgar                                                            | 33 | Social democrație                                              | Kornelia Ninova            | 14,78%                     | 43 / 240                   |
|      | BSP pentru Bulgaria        | NZ         | Noii Zori                                               | Naționalism de stânga                                                                | 33 | Mincho Minchev                                                 |                            | 14,78%                     | 43 / 240                   |
|      | BSP pentru Bulgaria        | CPB        | Partidul Comunist din Bulgaria                          | Comunism                                                                             | 33 | Aleksandar Paunov                                              |                            | 14,78%                     | 43 / 240                   |
|      | BSP pentru Bulgaria        | –          | Ecoglasnost                                             | Politică verde                                                                       | 33 | Emil Georgiev                                                  |                            | 14,78%                     | 43 / 240                   |
|      | BSP pentru Bulgaria        | Trakiya    | Trakiya                                                 | Naționalism bulgar                                                                   | 33 | Stefan Nachev                                                  |                            | 14,78%                     | 43 / 240                   |
|      | BSP pentru Bulgaria        | ABV        | Alternativa pentru Renașterea Bulgariei                 | Social democrație                                                                    | 33 | Rumen Petkov                                                   |                            | 14,78%                     | 43 / 240                   |
|      | BSP pentru Bulgaria        | BL         | Stânga Bulgară                                          | Socialism democratic                                                                 | 33 | Boyan Kirov                                                    |                            | 14,78%                     | 43 / 240                   |
|      | BSP pentru Bulgaria        | BP         | Primăvara Bulgară                                       | Social democrație                                                                    | 33 | Velizar Enchev                                                 |                            | 14,78%                     | 43 / 240                   |
|      | BSP pentru Bulgaria        | DSH        | Mișcarea pentru Umanism Social                          | Progresism                                                                           | 33 | Alexander Radoslavov                                           |                            | 14,78%                     | 43 / 240                   |
|      | BSP pentru Bulgaria        | DNK        | Mișcarea Candidaților Independenți                      | Populism de stânga                                                                   | 33 | Boyko Mladenov Boyko Nikiforov Mincho Kuminev Ognyan Boyukliev |                            | 14,78%                     | 43 / 240                   |
|      | BSP pentru Bulgaria        | NS         | Forța Populară                                          | Naționalism de stânga                                                                | 33 | Georgi Dimov                                                   |                            | 14,78%                     | 43 / 240                   |
|      | BSP pentru Bulgaria        | ND         | Statul Normal                                           | –                                                                                    | 33 | Georgi Kadiev                                                  |                            | 14,78%                     | 43 / 240                   |
|      | BSP pentru Bulgaria        | OKZNI      | Comitetul Poporului pentru Apărarea Patriei             | –                                                                                    | 33 | –                                                              |                            | 14,78%                     | 43 / 240                   |
|      | BSP pentru Bulgaria        | SENKO      | Consiliul Comunității Științifice și Culturale Europene | –                                                                                    | 33 | –                                                              |                            | 14,78%                     | 43 / 240                   |
|      | BSP pentru Bulgaria        | SO         | Uniunea pentru Patrie                                   | –                                                                                    | 33 | Vasil Tochkov                                                  |                            | 14,78%                     | 43 / 240                   |
|      | BSP pentru Bulgaria        | FPB        | Federația Consumatorilor din Bulgaria                   | Interesele consumatorului                                                            | 33 | Emil Georgiev                                                  |                            | 14,78%                     | 43 / 240                   |
|      | BSP pentru Bulgaria        | ND ZSCD    | Pentru o Dezvoltarea Socială și Civică                  | –                                                                                    | 33 | Mladen Ivanov                                                  |                            | 14,78%                     | 43 / 240                   |
|      | BSP pentru Bulgaria        | NSZ        | Sindicatul Național "Protecția"                         | –                                                                                    | 33 | Krasimir Mitov                                                 |                            | 14,78%                     | 43 / 240                   |
|      | BSP pentru Bulgaria        | OBT        | Blocul Unit al Muncii                                   | Social democrație                                                                    | 33 | Ekaterina Atanasova                                            |                            | 14,78%                     | 43 / 240                   |
|      | BPL                        | BPL        | BPL                                                     | Linia Progresistă Bulgară                                                            | 34 | Socialism democratic                                           | Krassimir Yankov           | 0.37% (LSChSR)             | 0 / 240                    |
|      | Greens                     | Greens     | Greens                                                  | Partidul Verde                                                                       | 35 | Politică verde                                                 | Vladimir Nikolov           | 0,12%                      | 0 / 240                    |
|      | Brigada                    | Brigada    | Brigada                                                 | Brigada                                                                              | 36 | –                                                              | Arben Khavalyov            | 0,08%                      | 0 / 240                    |

## Candidații la prezidențiale
Candidați susținuți de unul sau mai multe partide
| Nume                                                                               | Vicepreședinte                                   | Partide care sprijină în campanie                                       | Surse  |
| ---------------------------------------------------------------------------------- | ------------------------------------------------ | ----------------------------------------------------------------------- | ------ |
| Rumen Radev actualul Președinte al Bulgariei                                       | Iliana Iotova actuala Vicepreședintă a Bulgariei | ITN, BSPzB, PP, IBG-NI                                                  | [ 18 ] |
| Anastas Gerdzhikov Rector al Universității din Sofia                               | Nevyana Miteva                                   | GERB-SDS                                                                | [ 20 ] |
| Lozan Panov Președintele Curții Supreme de Casație și Justiție din Bulgaria        | Maria Kassimova                                  | Justiție pentru Toate Inițiativele și DB                                | [ 22 ] |
| Mustafa Karadaya Președintele Mișcării pentru Drepturi și Libertăți                | Iskra Mihaylova                                  | DPS                                                                     | [ 24 ] |
| Yolo Denev Politician și scriitor                                                  | Mario Filev                                      | –                                                                       | [ 25 ] |
| Nikolay Malinov Președintele partidului Rusofilii pentru Renașterea Patriei        | Svetlana Koseva                                  | Rusofilii pentru Renașterea Patriei                                     | [ 25 ] |
| Rosen Milenov Fost ofițer în securitate națională                                  | Ivan Ivanov                                      | –                                                                       | [ 25 ] |
| Valeri Simeonov Președintele partidului Frontul Național pentru Salvarea Bulgariei | Tsvetan Mancev                                   | NFSB, BNDS "Bulgaria Întragă", Uniunea Democrată Bulgară "Radicalii"    | [ 25 ] |
| Kostadin Kostadinov Președintele partidului Renașterea                             | Elena Guncheva                                   | Renașterea                                                              | [ 25 ] |
| Goran Blagoev Politician și jurnalist                                              | Ivelina Georgieva                                | Asociația Conservatoare pentru Drepturi și Republicanii pentru Bulgaria | [ 25 ] |
| Blagoy Petrevski Politician                                                        | Sevina Hadjiyska                                 | Uniunea Bulgară pentru Democrație directă                               | [ 25 ] |
| Marina Malcheva Politician                                                         | Savina Lukanova                                  | –                                                                       | [ 25 ] |
| Aleksander Tomov Președintele Partidului Social Democrat Bulgar                    | Lachezar Avramov.                                | Partidul Social Democrat Bulgar and Stânga Europeană Bulgară            | [ 25 ] |
| Volen Siderov Președintele partidului Atac                                         | Magdalena Tasheva                                | Atac                                                                    | [ 25 ] |
| Boyan Rasate Președintele partidului Uniunea Națională Bulgară - Noua Democrație   | Elena Vatashka                                   | BNU-ND                                                                  | [ 25 ] |
| Zhelyo Zhelev Politician                                                           | Kalin Krulev                                     | Societatea pentru o Nouă Bulgarie                                       | [ 25 ] |
| Svetoslav Vitkov Președintele partidului Vocea Poporului                           | Veselin Belokonski                               | Vocea Poporului                                                         | [ 25 ] |
| Luna Yordanova Cântăreț și personalitate de televiziune                            | Iglena Ilieva                                    | –                                                                       | [ 25 ] |
| Tsveta Kirilova Jurnalist și prezentator de televiziune                            | Georgi Tatunov                                   | –                                                                       | [ 25 ] |
| Maria Koleva Director și scriitor                                                  | Gancho Popov                                     | Partidul Legii                                                          | [ 25 ] |
| Milen Mihov Vicepreședintele partidului IMRO – Mișcarea Națională Bulgară          | Mariya Tsvetkova.                                | IMRO–MNB                                                                | [ 25 ] |
| Georgi Georgiev Politician                                                         | Stoyan Tsvetkov                                  | BNO                                                                     | [ 25 ] |
| Veselin Mareshki Președintele partidului Mișcarea Volia                            | Polina Tsankova                                  | Mișcarea Volia                                                          | [ 25 ] |

## Campanie
Campania a început după ce alegerile au fost anunțate oficial că vor avea loc pe 14 noiembrie. Pandemia a rămas o problemă majoră, în special odată cu creșterea Variantei Delta în țară partidele anticorupție (ITN, DB, și IBG-NI) toate caută să câștige teren, în timp ce (GERB, DPS, și BSP) doresc să valorifice frustrările pe care le are publicul în legătură cu incapacitatea de a forma un guvern.
După ce președintele a anunțat noul guvern în exercițiu, cei doi miniștri ai economiei și finanțelor care au fost înlocuiți prin remaniere, Kiril Petkov și Asen Vasilev, au declarat că vor concura la alegerile din noiembrie, ca parte a unei noi coaliții numită Continuăm Schimbarea. Această coaliție speră să fie o nouă forță anticorupție care să îi unească pe toți ceilalți pentru a forma efectiv un guvern.
Criza globală de energie a fost o problemă dezbătută în campanie, cu prețurile gazelor naturale urcând la cote record. Diferite partide își oferă soluțiile cu privire la cum să remedieze acest lucru, unele susținând să se bazeze mai mult pe Rusia pentru energie, în timp ce altele se uită la energia nucleară pe termen mai lung. Acest lucru s-a legat de nivelurile ridicate ale inflației din țară, atingând niveluri record de 4,8% în septembrie, care a provocat nemulțumirea publicului.
S-a pus o altă problemă mare și anume cea a vaccinări împotriva COVID-19. Datorită utilizării scăzute a vaccinurilor și creșterii mari a numărului de cazuri, guvernul interimar a implementat un certificat verde, sau cunoscut și sub numele de pașaportul de vaccin. Certificatul verde introduce regula conform căreia cetățenii trebuie să aibă dovada stării lor de vaccinare în mai multe locații precum spitale, școli și restaurante. Din această cauză, a provocat proteste ample, care ar putea ajunge să dăuneze guvernului în exercițiu, în special Președintelui Radev.
Pe 6 octombrie au fost aprobate instrucțiunile de vot ale ministrului sănătății și ale Inspectorului șef al sănătății de stat, acestea nu diferă de cele pentru alegerile din 11 iulie. Vicepreședintele Comisiei Electorale Centrale, Roșița Mateva, a declarat „nu este nevoie de un certificat verde pentru a vota la alegerile parlamentare și prezidențiale din 14 noiembrie.”
Comisia Electorală Centrală a Bulgariei a acceptat înscrierea a 23 de candidați la alegerile prezidențiale, numărul candidaților fiind anunțat după termenul limită de 12 octombrie de depunere a candidaturilor. Acesta este cel mai mare număr de candidați la alegerile prezidențiale din Bulgaria de când țara a început alegerile democratice directe ale șefului său de stat; anterior, cel mai mare număr era 21, care a avut loc în 1992 și 2016.
OSCE a anunțat că va trimite o echipă de observație la alegerile generale într-o declarație, „în urma unei invitații din partea autorităților bulgare și în conformitate cu mandatul său, ODIHR a desfășurat o Misiune de Evaluare a Electoralelor (EAM) pentru aceste alegeri”. Acesta a menționat că ODIHR a observat anterior 12 alegeri în țară, cele mai recente fiind alegerile parlamentare anticipate din 11 iulie 2021.

## Sondaje

### Alegeri parlamentare
| Sursă                                                     | Dată                  | Eșantion | Posibila prezență la vot |                              |                   |       |       |       |       |       | Renașterea | PP    | Alții | Avans      |      |      |      |       |      |      |
| --------------------------------------------------------- | --------------------- | -------- | ------------------------ | ---------------------------- | ----------------- | ----- | ----- | ----- | ----- | ----- | ---------- | ----- | ----- | ---------- | ---- | ---- | ---- | ----- | ---- | ---- |
| Sursă                                                     | Dată                  | Eșantion | Posibila prezență la vot | Alegerile din noiembrie 2021 | 14 noiembrie 2021 |       |       | 9.4%  | 22.5% | 10.1% | 6.3%       | 12.7% | Alții | Avans      | 2.3% | 1.1% | 4.8% | 25.3% | 4.2% | 2.8% |
| Gallup                                                    | Exit-Poll             |          |                          | 8.0%                         | 23.1%             | 14.5% | 6.9%  | 10.2% | —     | —     | 4.2%       | 26.3% |       | 3.2%       |      |      |      |       |      |      |
| Alpha Research                                            | Exit-Poll             |          |                          | 9.9%                         | 23.2%             | 13.7% | 7.8%  | 10.7% | 3.7%  | 0.9%  | 3.9%       | 26.3% | 1.9%  | 3.1%       |      |      |      |       |      |      |
| Alpha Research                                            | 7−9 Nov 2021          | 1017     | [47%-73%]                | 9.9%                         | 24.1%             | 16%   | 10.2% | 9.8%  | 3.6%  | —     | 3.8%       | 16.5% | 6.1%  | 7.6%       |      |      |      |       |      |      |
| Barometar                                                 | 4−9 Nov 2021          | 839      | [43.3%–61.7%]            | 13.4%                        | 26.4%             | 15.8% | 8.1%  | 11.4% | 2.9%  | 3.7%  | 1.5%       | 11.2% | 5.5%  | 10.6%      |      |      |      |       |      |      |
| Gallup[nefuncțională – arhivă]                            | 1−9 Nov 2021          | 1006     | ~48%                     | 11.4%                        | 23.5%             | 15.2% | 9.6%  | 11.3% | 3.4%  | 2.1%  | 3.5%       | 15.5% | 4.5%  | 8%         |      |      |      |       |      |      |
| Centre for Analysis and Marketing                         | 4−8 Nov 2021          | 1016     | [66.9%-86.1%]            | 12.2%                        | 23.5%             | 14.6% | 11%   | 10.3% | 4.2%  | —     | —          | 16.2% | 8%    | 7.3%       |      |      |      |       |      |      |
| Mediana                                                   | 4–8 Nov 2021          | 957      | –                        | 12.2%                        | 25.4%             | 15.6% | 9.7%  | 10.6% | 4.2%  | –     | 3.1%       | 17.3% | 1.9%  | 8.1%       |      |      |      |       |      |      |
| Trend                                                     | 1–7 Nov 2021          | 1013     | 45%                      | 12.8%                        | 22.9%             | 15.1% | 9.1%  | 10.3% | 3.3%  | 2.2%  | 3.6%       | 14.8% | 5.9%  | 7.8%       |      |      |      |       |      |      |
| Market Links                                              | 2−7 Nov 2021          | 1112     | [58%–90%]                | 9.7%                         | 23%               | 12.1% | 10.5% | 11.2% | 4.1%  | 1.2%  | 3%         | 16.3% | 1.2%  | 6.7%       |      |      |      |       |      |      |
| Exacta Arhivat în 7 noiembrie 2021, la Wayback Machine.   | 29 Oct−5 Nov 2021     | 1025     | [65%-66%]                | 12.5%                        | 23.8%             | 15%   | 9.2%  | 9.5%  | 3.5%  | 2.5%  | 3%         | 15.5% | 3.7%  | 8.3%       |      |      |      |       |      |      |
| Sova Harris                                               | 27 Oct−2 Nov 2021     | 1000     | [52.4%–85.8%]            | 13.4%                        | 23.8%             | 16.7% | 9.1%  | 9.7%  | 4.1%  | 2.1%  | 2.5%       | 15.6% | 1.9%  | 7.1%       |      |      |      |       |      |      |
| Sociology Web Researcher                                  | 1 Oct−1 Nov 2021      | 43,987   | 48%                      | 19.3%                        | 22.1%             | 16.6% | 8.5%  | 10.3% | 2.9%  | 2.1%  | 3.3%       | 10.1% | 4.8%  | 2.8%       |      |      |      |       |      |      |
| Gallup Arhivat în 6 noiembrie 2021, la Wayback Machine.   | 23−31 Oct 2021        | 1081     | [58.2%–78.2%]            | 11.3%                        | 24.2%             | 15.7% | 9.8%  | 11.1% | 3.1%  | 2.3%  | 3.3%       | 13.7% | 5.5%  | 6.1%- 8.5% |      |      |      |       |      |      |
| Estat                                                     | 23−31 Oct 2021        | 993      | [58%-84.2%]              | 15.2%                        | 24.1%             | 18.1% | 7.4%  | 9.2%  | 3.3%  | 2.3%  | 3.3%       | 14.3% | 2.8%  | 6%         |      |      |      |       |      |      |
| Centre for Analysis and Marketing[nefuncțională – arhivă] | 22−26 Oct 2021        | 815      | [69.1%-82.1%]            | 12.3%                        | 22.3%             | 15.1% | 11.8% | 10.3% | 3.2%  | 1.2%  | 2.5%       | 15.8% | 3%    | 6.5%       |      |      |      |       |      |      |
| Barometar                                                 | 13−18 octombrie 2021  | 858      | [42.2%–61.5%]            | 14.3%                        | 26.2%             | 14.9% | 8.8%  | 11.6% | 2.9%  | 3.7%  | 1.5%       | 10.5% | 5.5%  | 11.3%      |      |      |      |       |      |      |
| Gallup Arhivat în 21 octombrie 2021, la Wayback Machine.  | 10−17 octombrie 2021  | 1009     | [54.2%–74.2%]            | 12.2%                        | 22.5%             | 15.1% | 11.2% | 10.8% | 3.7%  | 2.3%  | 2.9%       | 13.4% | 5.9%  | 7.4%       |      |      |      |       |      |      |
| Exacta Arhivat în 25 octombrie 2021, la Wayback Machine.  | 6−12 octombrie 2021   | 1025     | 49%                      | 15.2%                        | 23.5%             | 15.0% | 10.2% | 9.4%  | 2.6%  | 2.5%  | 1.9%       | 15.5% | 4.2%  | 8.0%       |      |      |      |       |      |      |
| Sova Harris                                               | 5−12 octombrie 2021   | 1010     | [55.2%–87.1%]            | 14.4%                        | 24.2%             | 19.1% | 9%    | 8.7%  | 4.2%  | 1.8%  | 1.9%       | 14.6% | 0.4%  | 5.1%       |      |      |      |       |      |      |
| Centre for Analysis and Marketing                         | 6−10 octombrie 2021   | 812      | —                        | 11.7%                        | 24.2%             | 15.8% | 10.3% | 11%   | 3.2%  | 0.7%  | 1.7%       | 12.8% | 3.7%  | 8.4%       |      |      |      |       |      |      |
| Alpha Research                                            | 4−10 octombrie 2021   | 1123     | 47.6%                    | 10.4%                        | 23.1%             | 16.8% | 10.9% | 9.3%  | 3.2%  | 2.1%  | 2.9%       | 15.9% | 5.4%  | 6.3%       |      |      |      |       |      |      |
| Gallup Arhivat în 30 septembrie 2021, la Wayback Machine. | 21−26 septembrie 2021 | 2000     | [50.6%–73.2%]            | 12.3%                        | 21.4%             | 13.4% | 12.1% | 11.4% | 4.1%  | 2.2%  | 3.3%       | 15.2% | 4.6%  | 6.2%       |      |      |      |       |      |      |
| Market Links                                              | 14−20 septembrie 2021 | 612      | [57%–90%]                | 14.9%                        | 25%               | 16%   | 13.1% | 10.8% | 3.6%  | —     | 3.5%       | 11.9% | 1.1%  | 9%         |      |      |      |       |      |      |
| Trend                                                     | 8–15 September 2021   | 1012     | 53%                      | 17.5%                        | 24.4%             | 16.6% | 8.5%  | 9.3%  | 3.8%  | 2.2%  | 2.9%       | 9.1%  | 5.7%  | 6.9%       |      |      |      |       |      |      |
| Alpha Research                                            | 8−15 September 2021   | 1017     | 51.7%                    | 16.9%                        | 21.1%             | 16.5% | 13.2% | 9.6%  | 4.1%  | —     | 3.5%       | —     | 6.2%  | 4.2%       |      |      |      |       |      |      |
| Gallup Arhivat în 17 septembrie 2021, la Wayback Machine. | 2−10 September 2021   | 1007     | [47.1%–70.9%]            | 15.5%                        | 22.5%             | 16.1% | 15.8% | 11.9% | 4.8%  | 2.4%  | 3.1%       | —     | 7.9%  | 6.4%       |      |      |      |       |      |      |
| Market Links                                              | 13−22 august 2021     | 544      | [52%–90%]                | 15.7%                        | 21.6%             | 15.7% | 16.5% | 11.0% | 4.5%  | −     | 4.3%       | —     | 10.7% | 5.1%       |      |      |      |       |      |      |
| Trend                                                     | 23–30 iulie 2021      | 1006     | —                        | 21.6%                        | 22.4%             | 14.5% | 14.1% | 10.2% | 4.4%  | 1.9%  | 2.9%       | —     | 8%    | 0.8%       |      |      |      |       |      |      |
| Market Links                                              | 21–28 iulie 2021      | 509      | [48%–88%]                | 22.6%                        | 20.8%             | 17.9% | 17.2% | 9.6%  | 5.4%  | 2.1%  | 3.7%       | —     | 9.9%  | 1.8%       |      |      |      |       |      |      |
| Alegerile din iulie 2021                                  | 11 iulie 2021         | –        | 40.4%                    | 23.8%                        | 23.2%             | 13.2% | 12.5% | 10.6% | 5%    | 3.1%  | 3%         | —     | 5.7%  | 0.6%       |      |      |      |       |      |      |

### Alegeri prezidențiale
Turul I
| Alpha Research                                                                      | Exit-Poll      | —    | —             | 49.1% | 26.5% | 9.8%  | 4.6% | 3,4% | 0.4% | 0.7% | 0.5% | 0.5%  | 0.8% | 0.7%  | 2.0  | 0.7%  | 22.6% |
| Gallup                                                                              | Exit-Poll      | —    | —             | 49.4% | 24.9% | 8.9%  | 4.2% | 3,8% | —    | —    | 0.6% | 0.6%  | 0.7% | 1.1%  | 3.7% | 2.1%  | 24.5% |
| Centre for Analysis and Marketing Arhivat în 30 octombrie 2021, la Wayback Machine. | 22−26 Oct 2021 | 815  | [53.2%-83.1%] | 47.5% | 21.8% | 8.6%  | 6.2% | 1.7% | —    | —    | —    | —     | 0.8% | 17.4% | 0.5% | 4.6%  | 26.7% |
| Barometar                                                                           | 13−18 Oct 2021 | 858  | [54%-65.5%]   | 44.8% | 27.3% | 11.2% | 6.8% | 1.9% | —    | —    | 3.0% | —     | —    | —     | —    | 4.9%  | 17.5% |
| Gallup Arhivat în 21 octombrie 2021, la Wayback Machine.                            | 10−17 Oct 2021 | 1009 | 56.4%         | 51.2% | 22.5% | 7.9%  | 6.2% | 3.1% | —    | —    | 1.6% | 1.1%  | —    | —     | 2.7% | 3.7%  | 28.7% |
| Sova Harris                                                                         | 5−12 Oct 2021  | 1010 | [55.2%–87.1%] | 60.4% | 24.8% | 6.1%  | 5.3% | —    | —    | —    | —    | —     | —    | —     | —    | 3.4%  | 35.6% |
| Centre for Analysis and Marketing                                                   | 6−10 Oct 2021  | 812  | <50%          | 49.5% | 22.3% | 9.1%  | 7.5% | 1.7% | —    | —    | 0.7% | —     | 1%   | —     | —    | 4.9%  | 27.3% |
| Alpha Research                                                                      | 4−10 Oct 2021  | 1123 | 52.7%         | 42.6% | 28.1% | 8.7%  | 8.2% | 3.9% | 1.8% | 1.6% | —    | —     | —    | 11.3% | —    | 3.9%  | 14.5% |
| Alegerile din 2016                                                                  | 6 Nov 2016     | —    | 56.3%         | 25.4% | —     | —     | —    | —    | —    | —    | —    | 11.2% | —    | 5.6%  | 5.6% | 57.8% | 3.4%  |

Un ipotetic tur II
| Sursă              | Data efectuării | Eșantion | Radev          | Gerdzhikov | Panov | Avans |       |       |   |       |
| ------------------ | --------------- | -------- | -------------- | ---------- | ----- | ----- | ----- | ----- | - | ----- |
| Sursă              | Data efectuării | Eșantion | Alpha Research | Exit-Poll  | —     | Avans | 63.9% | 33.1% | — | 30.8% |
| Gallup             | Exit-Poll       | —        | 65.8%          | 31.4%      | —     | 34.4% |       |       |   |       |
| Sova Harris        | 5−12 Oct 2021   | 1010     | 70.6%          | 29.4%      | —     | 41.2% |       |       |   |       |
| Sova Harris        | 5−12 Oct 2021   | 1010     | 86.7%          | —          | 13.3% | 73.4% |       |       |   |       |
| Alegerile din 2016 | 6 Nov 2016      | —        | 59.4%          | —          | —     | 23.2% |       |       |   |       |

## Rezultate
Secțiile de votare s-au deschis la 08:00 și s-au închis la 20:00.
Câștigătorii alegerilor au fost Kiril Petkov și Asen Vasilev. Partidul lor (Continuăm Schimbarea) a strâns mai mult de 25% din voturi. GERB a rămas pe locul al doilea cu peste 22%. DPS a terminat pe locul trei cu peste 13%, depășind BSP. BSP a avut un rezultat dezamăgitor terminând pe locul patru, cu aproximativ 10%. Există un Astfel de Popor, câștigătorul ultimelor alegeri, a fost văzut ca învinsul alegerilor, coborând pe locul cinci și adunând mai puțin de 10% din voturi. Bulgaria Democratică și-a redus semnificativ scorul, pierzând peste 50% din alegătorii de la ultimele alegeri, câștigând doar în jur de 6%. În cele din urmă, Renașterea a reușit să intre în parlament cu aproximativ 5% din voturi, mergând într-o campanie de opoziție împotriva certificatelor de vaccinare și a naționalismului bulgar. Ridică-te Bulgarie! Venim! și-a pierdut toate locurile în parlament, adunând doar 2%, în timp ce IMRO nu a reușit să intre în parlament.
Continuăm Schimbarea a fost prima forță politică din 14 districte ale țării, inclusiv toate cele trei din capitala Sofia. De asemenea, dețin orașe importante, cum ar fi Burgas, Varnam și Plovdiv. GERB-SDS a câștigat în 12 districte, inclusiv Sofia-Oblast, Gabrovo și Blagoevgrad. DPS a fost primul în 5 districte din Kardzhali și Razgrad, precum și în Targovishte, Silistra și Shumen. În străinătate, rezultatele votului parlamentar diferă de cele din țară, DPS a adunat cele mai multe voturi în străinătate cu peste 38%. Pe locul doi în străinătate s-a situat Continuăm Schimbarea cu peste 22 la sută. Există un Astfel de Popor, care a fost ajutat de voturile din străinătate, a terminat pe locul al treilea, iar GERB-SDS s-a clasat pe locul patru.
Președintele în exercițiu, Radev, a adunat în jur de 49% din voturi, fiind forțat să intre în turul 2, înfruntându-l pe profesorul universitar Gerdzhikov pe 21 noiembrie.

### Prezidențiale
| Candidat                                                                                    | Candidat                      | Vicepreședinte                | Partid                                           | Primul tur | Primul tur | Al doilea tur | Al doilea tur |
| Candidat                                                                                    | Candidat                      | Vicepreședinte                | Partid                                           | Voturi     | %          | Voturi        | %             |
| ------------------------------------------------------------------------------------------- | ----------------------------- | ----------------------------- | ------------------------------------------------ | ---------- | ---------- | ------------- | ------------- |
|                                                                                             | Rumen Radev                   | Iliana Iotova                 | Independent (BSPzB, PP, ITN, IBG-NI)             | 1,312,261  | 49.45      | 1,539,650     | 66.72         |
|                                                                                             | Anastas Gerdzhikov            | Nevyana Miteva                | Independent (GERB–SDS)                           | 606,441    | 22.85      | 733,791       | 31.80         |
|                                                                                             | Mustafa Karadayi              | Iskra Mihaylova               | Mișcarea pentru Drepturi și Libertăți            | 305,562    | 11.51      |               |               |
|                                                                                             | Kostadin Kostadinov           | Elena Guncheva                | Renașterea                                       | 104,128    | 3.92       |               |               |
|                                                                                             | Lozan Panov                   | Maria Kasimova                | Independent (Bulgaria Democratică)               | 96,922     | 3.65       |               |               |
|                                                                                             | Luna Yordanova                | Iglena Ilieva                 | Independent                                      | 21,587     | 0.81       |               |               |
|                                                                                             | Volen Siderov                 | Magdalena Tasheva             | Atac                                             | 14,680     | 0.55       |               |               |
|                                                                                             | Svetoslav Vitkov              | Veselin Belokonski            | Vocea Poporului                                  | 14,001     | 0.53       |               |               |
|                                                                                             | Rosen Milenov                 | Ivan Ivanov                   | Independent                                      | 13,319     | 0.50       |               |               |
|                                                                                             | Milen Mihov                   | Mariya Tsvetkova              | IMRO - Mișcarea Națională Bulgară                | 12,569     | 0.47       |               |               |
|                                                                                             | Goran Blagoev                 | Ivelina Georgieva             | Republicanii pentru Bulgaria                     | 12,227     | 0.46       |               |               |
|                                                                                             | Veselin Mareshki              | Polina Tsankova               | Mișcarea Volia                                   | 10,491     | 0.40       |               |               |
|                                                                                             | Valeri Simeonov               | Tsvetan Manchev               | Frontul Patriotic                                | 8,548      | 0.32       |               |               |
|                                                                                             | Nikolay Malinov               | Svetlana Koseva               | Rusofilii pentru Renașterea Bulgariei            | 8,185      | 0.31       |               |               |
|                                                                                             | Tsveta Kirilova               | Georgi Tutanov                | Independent                                      | 7,648      | 0.29       |               |               |
|                                                                                             | Aleksandar Tomov              | Lachezar Avramov              | Partidul Social Democrat Bulgar–Stânga Europeană | 7,194      | 0.27       |               |               |
|                                                                                             | Boyan Rasate                  | Elena Vatashka                | Uniunea Națională Bulgară - Noua Democrație      | 6,771      | 0.26       |               |               |
|                                                                                             | Marina Malcheva               | Savina Lukanova               | Independent                                      | 6,280      | 0.24       |               |               |
|                                                                                             | Zhelyo Zhelev                 | Kalin Krulev                  | Societatea pentru o Nouă Bulgarie                | 6,130      | 0.23       |               |               |
|                                                                                             | Blagoy Petrevski              | Sevina Hadjiyska              | Uniunea Bulgară pentru Democrație Directă        | 5,493      | 0.21       |               |               |
|                                                                                             | Yolo Denev                    | Mario Filev                   | Independent                                      | 5,358      | 0.20       |               |               |
|                                                                                             | Maria Koleva                  | Gancho Popov                  | Pravoto                                          | 4,652      | 0.18       |               |               |
|                                                                                             | Georgi Georgiev-Goti          | Stoyan Tsvetkov               | Unificarea Națională Bulgară                     | 2,948      | 0.11       |               |               |
| Voturi nule/albe                                                                            | Voturi nule/albe              | Voturi nule/albe              | Voturi nule/albe                                 | 60,310     | 2.27       | 34,169        | 1.48          |
| Total                                                                                       | Total                         | Total                         | Total                                            | 2,653,705  | 100.00     | 2,307,610     | 100.00        |
|                                                                                             |                               |                               |                                                  |            |            |               |               |
| Votanți înregistrați/prezența                                                               | Votanți înregistrați/prezența | Votanți înregistrați/prezența | Votanți înregistrați/prezența                    | 6,635,305  | –          |               |               |
| Sursă: Comisia Electorală din Bulgaria (turul I) Comisia Electorală din Bulgaria (turul II) |                               |                               |                                                  |            |            |               |               |

### Parlamentare
| Partid                                 | Partid                                           | Voturi    | %      | Locuri | +/- |
| -------------------------------------- | ------------------------------------------------ | --------- | ------ | ------ | --- |
|                                        | Continuăm Schimbarea                             | 673,170   | 25.32  | 67     | Nou |
|                                        | GERB–SDS                                         | 596,456   | 22.44  | 59     | -4  |
|                                        | Mișcarea pentru Drepturi și Libertăți            | 341,000   | 12.83  | 34     | +4  |
|                                        | BSP pentru Bulgaria                              | 267,817   | 10.07  | 26     | -9  |
|                                        | Există un Astfel de Popor                        | 249,743   | 9.39   | 25     | -40 |
|                                        | Bulgaria Democratică                             | 166,968   | 6.28   | 16     | -18 |
|                                        | Renașterea                                       | 127,568   | 4.80   | 13     | +13 |
|                                        | Ridică-te Bulgarie! Venim!                       | 60,055    | 2.26   | 0      | -13 |
|                                        | IMRO - Mișcarea Națională Bulgară                | 28,322    | 1.07   | 0      | 0   |
|                                        | Partidul Social Democrat Bulgar–Stânga Europeană | 13,710    | 0.52   | 0      | 0   |
|                                        | Atac                                             | 12,153    | 0.46   | 0      | 0   |
|                                        | Societatea pentru o Nouă Bulgarie                | 11,627    | 0.44   | 0      | Nou |
|                                        | Vocea Poporului                                  | 11,546    | 0.43   | 0      | 0   |
|                                        | Uniunea Națională a Dreptului                    | 11,239    | 0.42   | 0      | 0   |
|                                        | Frontul Patriotic                                | 8,584     | 0.32   | 0      | 0   |
|                                        | Mișcarea Volia                                   | 7,067     | 0.27   | 0      | 0   |
|                                        | Rusofilii pentru Renașterea Bulgariei            | 6,803     | 0.26   | 0      | 0   |
|                                        | Pravoto                                          | 6,712     | 0.25   | 0      | Nou |
|                                        | Uniunea Bulgară pentru Democrație Directă        | 5,894     | 0.22   | 0      | Nou |
|                                        | Moralitate, Inițiativă și Patriotism             | 3,939     | 0.15   | 0      | 0   |
|                                        | Partidul Verde                                   | 2,968     | 0.11   | 0      | 0   |
|                                        | Unificarea Națională Bulgară                     | 2,468     | 0.09   | 0      | 0   |
|                                        | Prosperitate-Unificare-Construcție               | 1,723     | 0.06   | 0      | Nou |
|                                        | Linia Progresistă Bulgară                        | 1,498     | 0.06   | 0      | 0   |
|                                        | Democrație Directă                               | 1,341     | 0.05   | 0      | 0   |
|                                        | Brigada                                          | 1,151     | 0.04   | 0      | 0   |
|                                        | Uniunea Națională Bulgară - Noua Democrație      | 1,099     | 0.04   | 0      | 0   |
|                                        | Independenți                                     | 182       | 0.01   | 0      | 0   |
| Niciuna                                | Niciuna                                          | 35,745    | 1.34   | –      | –   |
| Total                                  | Total                                            | 2,635,154 | 100.00 | 240    | 0   |
|                                        |                                                  |           |        |        |     |
| Voturi valide                          | Voturi valide                                    | 2,658,548 | 99.58  |        |     |
| Voturi nule/albe                       | Voturi nule/albe                                 | 35,472    | 1.35   |        |     |
| Voturi totale                          | Voturi totale                                    | 2,669,863 | 100.00 |        |     |
| Votanți înregistrați/prezența          | Votanți înregistrați/prezența                    | 6,635,305 | 38.43  |        |     |
| Sursă: Comisia Electorală din Bulgaria |                                                  |           |        |        |     |

## Urmări
Ca urmare a rezultatului slab al coaliției Bulgaria Democratică, Hristo Ivanov și conducerea internă a partidului Da, Bulgaria! și-a anunțat demisia pe 15 noiembrie. Kornelia Ninova, liderul BSP, de asemenea și-a dat demisia ca urmare a rezultatului „catastrifal” al partidului, câștigând doar 26 de locuri și căzând pe locul 4.
Ca urmare a victoriei partidului reformist PP, Petkov a declarat reporterilor după ce au fost publicate rezultatele inițiale că „Bulgaria ia o nouă cale. Dacă putem opri corupția și redistribuii bani pentru bunăstarea contribuabililor, atunci ar trebui să putem ajunge la un acord cu mai multe partide”. Petkov a spus că este dispus să colaboreze cu toate partidele care se vor alătura luptei împotriva corupției în Bulgaria. Petkov a anunțat că vrea să devină prim-ministru și a spus că dorește să continue negocierile de coaliție „transparente” cu DB și Există un Astfel de Popor. DPS și GERB au refuzat să negocieze cu PP (Continuăm Schimbarea). Analiștii precum Boriana Dimitrova și Parvan Simeonov au prezis că PP (Continuăm Schimbarea), ITN (Există un Astfel de Popor), DB, și BSP vor forma o coaliție.
La scurt timp după ce președintele Radev a fost proiectat să câștige un alt mandat, cu aproape două treimi din voturi, potrivit exit-pollurilor din sondajele publicate de Alpha Research și Gallup International, el a comentat într-o declarație că „s-a încheiat o lună politică fără precedent cu două tipuri de alegeri, ceea ce a arătat în mod clar voința poporului de a se schimba și de a stârpi corupția, jaful și fărădelegea, pentru a îndepărta mafia de la putere”. Copreședinții PP Kiril Petkov și Asen Vasilev l-au felicitat pe Radev pentru victoria din realegere. „Suntem gata să lucrăm cu acest președinte”, a spus Kiril Petkov la o ședință de informare după sfârșitul zilei alegerilor. Assen Vassilev a comentat: „Săptămâna viitoare începem să lucrăm la elaborarea unui plan clar și precis despre cum să facem Bulgaria un loc mult mai bun pentru a trăi în următorii 4 ani”.
Între 23 și 27 noiembrie au loc o serie de discuții pe 18 domenii de politică între reprezentanții PP, BSP, ITN și DB.
Liderii celor patru partide bulgare au declarat, la 10 decembrie, că au convenit să formeze o coaliție care să pună capăt unei crize politice de luni de zile, devenind primul guvern cu puteri depline din aprilie. Acordul a urmat discuții îndelungate între PP, DB, ITN și BSP. Kiril Petkov a anunțat că „ne îndreptăm spre propunerea unui guvern stabil, care sperăm să continue în următorii patru ani”. Președintele Radev la scurt timp după asta, a anunțat că îl propune pe Petkov pentru funcția de premier. Pe 12 decembrie, Petkov a prezentat compoziția viitorului guvern, și a fost aprobat de Adunarea Națională pe 13 decembrie 2021.